# Diskografie Mikea Posnera
Toto je seznam vydané diskografie amerického zpěváka Mikea Posnera.

## Alba

### Studiová alba
| 31 Minutes to Takeoff                                                                   | - Vydáno: 10. srpna 2010 - Vydavatelství: J         | 8  | —  | —  | 32 | 120 | —  | —  | —  | —  | —  | - RIAA: Platinum |
| At Night, Alone.                                                                        | - Vydáno: 6. května 2016 - Vydavatelství: Island    | 12 | 60 | 96 | 6  | 184 | 87 | 11 | 18 | 63 | 79 | - GLF: Gold      |
| A Real Good Kid                                                                         | - Vydáno: 18. ledna 2019 - Vydavatelství: Island    | —  | —  | —  | —  | —   | —  | —  | —  | —  | —  |                  |
| Operation: Wake Up                                                                      | - Vydáno: 18. prosince 2020 - Vydavatelství: Island | —  | —  | —  | —  | —   | —  | —  | —  | —  | —  |                  |
| "—" značí, že se nahrávka neumístila v hitparádách nebo v tomto území ani nebyla vydána |                                                     |    |    |    |    |     |    |    |    |    |    |                  |

### Spolupráce
| Mansionz (s Blackbear)                                                                  | - Vydáno: 24. března 2017 - Vydavatelství: Beartrap, Monster Mountain, Island | 67 |
| Mansionz 2 (s Blackbear)                                                                | - Vydáno: 31. října 2023 - Vydavatelství: Beartrap, Monster Mountain, Island  | —  |
| "—" značí, že se nahrávka neumístila v hitparádách nebo v tomto území ani nebyla vydána |                                                                               |    |

### Mixtapy
| Název                 | Detaily                                                 |
| --------------------- | ------------------------------------------------------- |
| A Matter of Time      | - Vydáno: 28. února 2009 - Vydavatelství: nezávislé     |
| One Foot Out the Door | - Vydáno: 28. října 2009 - Vydavatelství: nezávislé     |
| The Layover           | - Vydáno: 21. listopadu 2011 - Vydavatelství: nezávislé |
| Keep Going            | - Vydáno: 9. října 2019 - Vydavatelství: Island         |

### Poeziová alba
| Název | Detaily                                                    |
| --- | ---------------------------------------------------------- |
| I Was Born in Detroit on a Very Very Very Very Very Very Very Cold Day (s the Legendary Mike Posner Band) | - Vydáno: 26. ledna 2018 - Vydavatelství: Island           |
| Tear Drops and Balloons                                                                                   | - Vydáno: 7. března 2018 - Vydavatelství: Monster Mountain |

## Extended play
| Cooler than Me                                                                          | - Vydáno: 27. srpna 2010 - Vydavatelství: J       | —  | —  |
| The Truth                                                                               | - Vydáno: 22. června 2015 - Vydavatelství: Island | 32 | 15 |
| "—" značí, že se nahrávka neumístila v hitparádách nebo v tomto území ani nebyla vydána |                                                   |    |    |

## Singly

### Jako hlavní umělec
| Název                                                                                   | Rok  | Umístění v hitparádách | Umístění v hitparádách | Umístění v hitparádách | Umístění v hitparádách | Umístění v hitparádách | Umístění v hitparádách | Umístění v hitparádách | Umístění v hitparádách | Umístění v hitparádách | Umístění v hitparádách | Certifikace | Album                                    |
| Název                                                                                   | Rok  | US                     | AUS                    | BEL (WA)               | CAN                    | IRE                    | NOR                    | NLD                    | NZ                     | SWE                    | UK                     | Certifikace | Album                                    |
| --------------------------------------------------------------------------------------- | ---- | ---------------------- | ---------------------- | ---------------------- | ---------------------- | ---------------------- | ---------------------- | ---------------------- | ---------------------- | ---------------------- | ---------------------- | --- | ---------------------------------------- |
| "Cooler than Me" (feat. Big Sean nebo remix s Gigamesh)                                 | 2010 | 6                      | 4                      | 7                      | 5                      | 4                      | 8                      | 13                     | 3                      | 30                     | 5                      | - RIAA: 6× Platinum - ARIA: 3× Platinum - BPI: 3× Platinum - GLF: Gold - MC: Platinum - RMNZ: Platinum                                                                             | A Matter of Time a 31 Minutes to Takeoff |
| "Please Don't Go"                                                                       | 2010 | 16                     | 51                     | 62                     | 23                     | —                      | —                      | —                      | 19                     | —                      | —                      | - RIAA: 3× Platinum - ARIA: Gold - MC: Gold - RMNZ: Gold | 31 Minutes to Takeoff                    |
| "Bow Chicka Wow Wow" (feat. Lil Wayne)                                                  | 2011 | 30                     | 40                     | —                      | —                      | —                      | —                      | —                      | 21                     | —                      | —                      | - RIAA: Platinum | 31 Minutes to Takeoff                    |
| "Looks Like Sex"                                                                        | 2011 | —                      | —                      | 54                     | —                      | —                      | —                      | —                      | —                      | —                      | —                      | | The Layover                              |
| "I Took a Pill in Ibiza" (sólo nebo remix feat. Seeb)                                   | 2015 | 4                      | 5                      | 1                      | 2                      | 1                      | 1                      | 1                      | 3                      | 7                      | 1                      | - RIAA: 6× Platinum - ARIA: 3× Platinum - BEA: 3× Platinum - BPI: 4× Platinum - GLF: 8× Platinum - IFPI NOR: 3× Platinum - MC: 7× Platinum - NVPI: 6× Platinum - RMNZ: 2× Platinum | At Night, Alone.                         |
| "Be As You Are"                                                                         | 2016 | —                      | —                      | —                      | —                      | —                      | —                      | —                      | —                      | —                      | —                      | | At Night, Alone.                         |
| "Song About You"                                                                        | 2018 | —                      | —                      | —                      | —                      | —                      | —                      | —                      | —                      | —                      | —                      | | A Real Good Kid                          |
| "Stuck in the Middle"                                                                   | 2018 | —                      | —                      | —                      | —                      | —                      | —                      | —                      | —                      | —                      | —                      | | A Real Good Kid                          |
| "Move On"                                                                               | 2019 | —                      | —                      | —                      | —                      | 63                     | —                      | —                      | —                      | —                      | —                      | | A Real Good Kid                          |
| "Noah's Ark"                                                                            | 2019 | —                      | —                      | —                      | —                      | —                      | —                      | —                      | —                      | —                      | —                      | | Keep Going                               |
| "Look What I've Become" (s Ty Dolla Sign)                                               | 2019 | —                      | —                      | —                      | —                      | —                      | —                      | —                      | —                      | —                      | —                      | | Keep Going                               |
| "Prince Akeem" (feat. Wiz Khalifa)                                                      | 2019 | —                      | —                      | —                      | —                      | —                      | —                      | —                      | —                      | —                      | —                      | | Keep Going                               |
| "Slow It Down"                                                                          | 2019 | —                      | —                      | —                      | —                      | —                      | —                      | —                      | —                      | —                      | —                      | | Keep Going                               |
| "Nothing Is Wrong"                                                                      | 2019 | —                      | —                      | —                      | —                      | —                      | —                      | —                      | —                      | —                      | —                      | | Keep Going                               |
| "Legacy" (s Talib Kweli)                                                                | 2019 | —                      | —                      | —                      | —                      | —                      | —                      | —                      | —                      | —                      | —                      | | Keep Going                               |
| "Live Before I Die" (with Naughty Boy)                                                  | 2019 | —                      | —                      | —                      | —                      | —                      | —                      | —                      | —                      | —                      | —                      | | Singl bez alb                            |
| "Weaponry" (s Jessie J)                                                                 | 2020 | —                      | —                      | —                      | —                      | —                      | —                      | —                      | —                      | —                      | —                      | | Operation: Wake Up                       |
| "Momma Always Told Me" (feat. Stanaj a Yung Bae)                                        | 2021 | —                      | —                      | —                      | —                      | —                      | —                      | —                      | —                      | —                      | —                      | | Singly bez alb                           |
| "Jealousy" (feat. Blackbear)                                                            | 2021 | —                      | —                      | —                      | —                      | —                      | —                      | —                      | —                      | —                      | —                      | | Singly bez alb                           |
| "Amor Fati" (feat. James Valentine a Jacob Scesney)                                     | 2021 | —                      | —                      | —                      | —                      | —                      | —                      | —                      | —                      | —                      | —                      | | Singly bez alb                           |
| "Home"                                                                                  | 2022 | —                      | —                      | —                      | —                      | —                      | —                      | —                      | —                      | —                      | —                      | | Singly bez alb                           |
| "Turn Up" (s The Futuristics)                                                           | 2022 | —                      | —                      | —                      | —                      | —                      | —                      | —                      | —                      | —                      | —                      | | Singly bez alb                           |
| "I Hate Her Boyfriend's Face" (s PmBata)                                                | 2022 | —                      | —                      | —                      | —                      | —                      | —                      | —                      | —                      | —                      | —                      | | Singly bez alb                           |
| "Madhouse" (s Masked Wolf)                                                              | 2022 | —                      | —                      | —                      | —                      | —                      | —                      | —                      | —                      | —                      | —                      | | Singly bez alb                           |
| "I'm Not Dead Yet"                                                                      | 2022 | —                      | —                      | —                      | —                      | —                      | —                      | —                      | —                      | —                      | —                      | | Singly bez alb                           |
| "Howling at the Moon" (s Salem Ilese)                                                   | 2023 | —                      | —                      | —                      | —                      | —                      | —                      | —                      | —                      | —                      | —                      | | Singly bez alb                           |
| "This Is What A Sad Song Sounds Like" (s The Human Experience)                          | 2023 | —                      | —                      | —                      | —                      | —                      | —                      | —                      | —                      | —                      | —                      | | Singly bez alb                           |
| "iTry" (s Brunchs)                                                                      | 2023 | —                      | —                      | —                      | —                      | —                      | —                      | —                      | —                      | —                      | —                      | | Singly bez alb                           |
| "OMG"                                                                                   | 2023 | —                      | —                      | —                      | —                      | —                      | —                      | —                      | —                      | —                      | —                      | | Singly bez alb                           |
| "—" značí, že se nahrávka neumístila v hitparádách nebo v tomto území ani nebyla vydána |      |                        |                        |                        |                        |                        |                        |                        |                        |                        |                        | |                                          |

### Jako vedlejší umělec
| "With Ur Love" (Cher Lloyd feat. Mike Posner)                                           | 2011 | — | 43 | 61 | 5 | 16 | 4  | - ARIA: Platinum - BPI: Silver - RMNZ: Gold | Sticks + Stones                     |
| "Stay with You" (Avicii feat. Mike Posner)                                              | 2012 | — | —  | —  | — | —  | —  |                                             | Singl bez alb                       |
| "Switch Lanes" (Rittz feat. Mike Posner)                                                | 2013 | — | —  | —  | — | —  | —  |                                             | The Life and Times of Jonny Valiant |
| "L.A. Story" (Sammy Adams feat. Mike Posner)                                            | 2013 | — | —  | —  | — | —  | —  |                                             | Singl bez alb                       |
| "Crown" (Diplo feat. Mike Posner a Boaz van de Beatz)                                   | 2013 | — | —  | —  | — | —  | —  |                                             | Revolution                          |
| "Told U So" (Yung Luv feat. Mike Posner, Envy a Semi Moto)                              | 2015 | — | —  | —  | — | —  | —  |                                             | Singly bez alb                      |
| "Lemonade" (Adam Friedman feat. Mike Posner)                                            | 2016 | — | —  | —  | — | —  | —  |                                             | Singly bez alb                      |
| "Remember I Told You" (Nick Jonas feat. Anne-Marie a Mike Posner)                       | 2017 | — | 89 | —  | — | —  | 97 |                                             | Singly bez alb                      |
| "—" značí, že se nahrávka neumístila v hitparádách nebo v tomto území ani nebyla vydána |      |   |    |    |   |    |    |                                             |                                     |

### Promo singly
| "Cheated"                                                                               | 2011 | —  | 31 Minutes to Takeoff |
| "The Way It Used to Be"                                                                 | 2013 | 73 | Singly bez alb        |
| "Top of the World" (feat. Big Sean)                                                     | 2013 | —  | Singly bez alb        |
| "In the Arms of a Stranger" (Grey remix)                                                | 2017 | —  | At Night, Alone       |
| "—" značí, že se nahrávka neumístila v hitparádách nebo v tomto území ani nebyla vydána |      |    |                       |

## Spolu umělec
| Název                                | Rok  | Další umělec | Album                                            |
| ------------------------------------ | ---- | --- | ------------------------------------------------ |
| "Ambiguous"                          | 2010 | Big Sean a Clinton Sparks | Finally Famous Vol. 3: Big                       |
| "On Fire (Drug Dealer Girl Part II)" | 2011 | Machine Gun Kelly | Rage Pack                                        |
| "French Inhale"                      | 2011 | Snoop Dogg, Wiz Khalifa | Mac & Devin Go to High School                    |
| "In Town"                            | 2012 | 2 Chainz | Based on a T.R.U. Story                          |
| "Woke Up"                            | 2012 | Big Sean, Early Mac, SayItAintTone a James Fauntleroy | Detroit                                          |
| "Mittens Up"                         | 2012 | Dusty McFly a Elzhi | Buffies & Benihanas 1.5 (The Carryout)           |
| "Flash"                              | 2012 | Iggy Azalea | Glory                                            |
| "What It Is"                         | 2012 | Blackbear a Maejor | Sex, The Mixtape                                 |
| "Anyone But Me"                      | 2012 | Blackbear | Sex, The Mixtape                                 |
| "Switch Lanes"                       | 2013 | Rittz | The Life and Times of Jonny Valiant              |
| "Always Gon Be"                      | 2013 | Rittz | The Life and Times of Jonny Valiant              |
| "IDKurName"                          | 2013 | Clinton Sparks | My Awesome Mixtape 4                             |
| "The Spark"                          | 2013 | Statik Selektah, Action Bronson a Joey Badass | Extended Play                                    |
| "We Own It (Fast & Furious)" (Remix) | 2013 | Travis Mills, Sammy Adams a Niykee Heaton | Singl bez alb                                    |
| "In My Zone"                         | 2014 | Rittz | Next to Nothing                                  |
| "Going Through Hell"                 | 2014 | Rittz | Next to Nothing                                  |
| "Closer"                             | 2014 | Nick Jonas | Nick Jonas                                       |
| "Maybe You Love Me"                  | 2014 | Riff Raff | Neon Icon                                        |
| "Got That"                           | 2014 | SRH | Broke and Happy                                  |
| "Inside of the Groove"               | 2016 | Rittz | Top of the Line                                  |
| "Obvious"                            | 2016 | Blackbear | Drink Bleach                                     |
| "On the Door"                        | 2016 | Amanda Palmer, Brendan Maclean, Ben Folds, Craig Ferguson, Eugene Mirman, Kirsten Vangsness, Neil Gaiman, Noah Britton, Patton Oswalt, Reggie Watts, Sarah Jones a Sarah Silverman | Singl bez alb                                    |
| "I Took a Pill in Ibiza"             | 2019 | — | Ninja TED: A benefit for the Vancouver Food Bank |
| "Let the Sunshine In"                | 2019 | Ninja TED Cast | Ninja TED: A benefit for the Vancouver Food Bank |

## Videoklipy
| Název                                                                                  | Rok                | Režisér            |                    |
| Jako hlavní umělec                                                                     | Jako hlavní umělec | Jako hlavní umělec | Jako hlavní umělec |
| -------------------------------------------------------------------------------------- | ------------------ | ------------------ | ------------------ |
| "Drug Dealer Girl"                                                                     | 2009               |                    |                    |
| "Cooler Than Me"                                                                       | 2010               | Jason Beattie      |                    |
| "Please Don't Go"                                                                      | 2010               | BBGUN              |                    |
| "Bow Chicka Wow Wow" (Mike Posner feat. Lil Wayne)                                     | 2011               | Shane Drake        |                    |
| "Looks Like Sex"                                                                       | 2012               | Jason Beattie      |                    |
| "A Perfect Mess"                                                                       | 2012               | SPIFFTvFilms       |                    |
| "We Own It (Fast & Furious)" (Remix) (feat. Travis Mills, Sammy Adams a Niykee Heaton) | 2013               | Mike Posner        |                    |
| "The Way It Used to Be"                                                                | 2013               | Marcus Raboy       |                    |
| "Top of the World" (Mike Posner feat. Big Sean)                                        | 2013               | Jon Jon Augustavo  |                    |
| "My Light"                                                                             | 2014               | Lawrence Chen      |                    |
| "Be As You Are"                                                                        | 2015               |                    |                    |
| "I Took a Pill in Ibiza" (Seeb Remix)                                                  | 2016               | Jon Jon Augustavo  |                    |
| "Song About You"                                                                       | 2018               |                    |                    |
| "I'm Not Dead Yet"                                                                     | 2022               |                    |                    |
| Jako vedlejší umělec                                                                   |                    |                    |                    |
| "With Ur Love" (Cher Lloyd feat. Mike Posner)                                          | 2011               | Mike Sharpe        |                    |